# Bactrocera fuscans
Bactrocera fuscans är en tvåvingeart som först beskrevs av Wang 1988.  Bactrocera fuscans ingår i släktet Bactrocera och familjen borrflugor. Inga underarter finns listade.